# Thalassomya frauenfeldi
Thalassomya frauenfeldi är en tvåvingeart som beskrevs av Ignaz Rudolph Schiner 1856. Thalassomya frauenfeldi ingår i släktet Thalassomya och familjen fjädermyggor. Inga underarter finns listade i Catalogue of Life.